# NATO-Russland-Grundakte
Die NATO-Russland-Grundakte (offiziell Grundakte über gegenseitige Beziehungen, Zusammenarbeit und Sicherheit zwischen der NATO und der Russischen Föderation) ist eine am 27. Mai 1997 in Pariser Élysée-Palast unterzeichnete völkerrechtliche Absichtserklärung zwischen der NATO und Russland.

## Hintergrund
Nach Ende des Kalten Krieges fingen Russland und die NATO mit der Aufstellung einer Partnerschaft an, mit dem Ziel, ihr Verhältnis aus Misstrauen und gegenseitiger Bedrohung zu überwinden. Als 1994 die Russische Föderation Mitglied des Programmes Partnerschaft für den Frieden wurde, bereitete man langsam eine formalisierte Vereinbarung vor, die 1997 zur Ratifizierung vorgelegt wurde.
Anlass für die Übereinkunft war der Wunsch einiger ehemaliger Warschauer-Pakt-Staaten, in die NATO aufgenommen zu werden, der laut Wolfgang Ischinger, seinerzeit Leiter des politischen Abteilung des Auswärtigen Amtes, in Russland wenig Gegenliebe fand. Bundeskanzler Helmut Kohl habe geäußert, das müsse er erst einmal mit dem russischen Präsidenten Boris Jelzin besprechen. Glücklich seien sie natürlich nicht über die Idee der NATO-Erweiterung, würden sie aber akzeptieren, wenn es mit einer parallelen Transformation der Beziehungen zwischen der NATO und Russland einhergehe. „Daraus haben wir dann im Auswärtigen Amt eine sogenannte Zwei-Säulen-Strategie gestrickt. Wir dachten, die eine Säule ist die Einladung an neue Mitglieder. Und die andere Säule ist die Veränderung, Vertiefung, Reform des Verhältnisses NATO–Russland.“ Im Geiste dieser Zwei-Säulen-Strategie hätten sie im Mai 1997 das Projekt einer grundsätzlich veränderten Beziehung zwischen der NATO und Russland, den später so genannten NATO-Russland-Rat zustande gebracht, so Ischinger. Die Idee sei gewesen, ein gemeinsames Beratungsgremium und gemeinsame Verpflichtungen zur Transparenz zu schaffen.

## Zielsetzung
Die Grundakte stellte den Versuch dar, einen Ausgleich zwischen den sicherheitspolitischen Interessen der NATO-Partner einerseits und Russlands andererseits herzustellen. Im Wesentlichen sollte dies durch vertrauensbildende Maßnahmen, vertiefte Zusammenarbeit im Rahmen der OSZE und Abrüstung erreicht werden, zugleich wollte aber die NATO nicht gänzlich auf ihr Abschreckungspotenzial verzichten. Im Hinblick auf Russland wurde von westlicher Seite daran festgehalten, dass eine Fortsetzung der Bemühungen Russlands um Demokratisierung, gegründet auf Pluralismus, Rechtsstaatlichkeit und die Achtung von Freiheitsrechten, erwartet würde. Im Gegenzug wurden Russland gegenüber der NATO Privilegien eingeräumt, wie sie kein anderer Nicht-Mitgliedstaat vorweisen konnte. Beide Seiten bekannten sich zum Verzicht auf die Androhung oder Ausübung von Gewalt, zu gegenseitigen Konsultationen und friedlicher Beilegung von Konflikten.

## Inhalt
Die Grundakte erkennt die Veränderungen seit dem Ende des Kalten Kriegs an und strebt ein gegenseitiges Vertrauensverhältnis an, um einen gemeinsamen Sicherheits- und Stabilitätsraum zu schaffen. Grundsätze, auf die man sich geeinigt hatte, waren:
- „Verzicht auf die Androhung oder Anwendung von Gewalt gegeneinander oder gegen irgendeinen anderen Staat, seine Souveränität, territoriale Unversehrtheit oder politische Unabhängigkeit“ sowie
- „Achtung der Souveränität, Unabhängigkeit und territorialen Unversehrtheit aller Staaten sowie ihres naturgegebenen Rechtes, die Mittel zur Gewährleistung ihrer eigenen Sicherheit sowie der Unverletzlichkeit von Grenzen und des Selbstbestimmungsrechts der Völker selbst zu wählen“.[4]
- Politische Ziele waren die Schaffung freier Marktwirtschaften und deren Schutz sowie
- die Mitwirkung an Konfliktverhütungen durch die Vertragsparteien unter dem Dach und der Verantwortung des UNO-Sicherheitsrates.
- Um diese Ziele zu verwirklichen, wurde der NATO-Russland-Rat geschaffen. In ihm stehen die Beteiligten in direkter Verbindung und konsultieren sich gegenseitig sowohl regelmäßig in Routineangelegenheiten als auch bei Bedarf im Fall von Spannungen.
- Der dritte Teil der Akte handelt von gemeinsamem Engagement in einer Vielzahl von Feldern, darunter Rüstungskontrolle, gemeinsame Friedensoperationen sowie der Kampf gegen Rauschgift. Dazu sollen auch bestehende Organisationen wie die Vereinten Nationen und die Organisation für Sicherheit und Zusammenarbeit in Europa genutzt werden. Diese werden durch den neuen Vertrag ausdrücklich nicht in ihren Tätigkeitsfeldern eingeschränkt.

Im Bereich der direkten politisch-militärischen Angelegenheiten ist der Verzicht auf die Stationierung von Atomwaffen in den neuen Mitgliedsstaaten der NATO in Mittel- und Osteuropa enthalten. Abhängig von der Sicherheitslage begrenzt der Vertrag die Stationierung von Truppen in den neuen NATO-Mitgliedsstaaten, wobei eine Truppenaufstockung nicht grundsätzlich ausgeschlossen wird. „In diesem Zusammenhang können, falls erforderlich, Verstärkungen erfolgen für den Fall der Verteidigung gegen eine Aggressionsdrohung und für Missionen zur Stützung des Friedens.“
Boris Jelzin erklärte während der Pressekonferenz anlässlich der Unterzeichnung in Paris, das Dokument werde „bindend für alle sein“. Tatsächlich war es nur politisch bindend, jedoch nicht rechtlich. Zudem behauptete er, Präsident Bill Clinton und er seien über „die Nichtbenutzung der militärischen Infrastruktur, die nach dem Warschauer Pakt in diesen Ländern Mittel- und Osteuropas verblieb“ übereingekommen. Strobe Talbott, in der Clinton-Regierung für die postsowjetischen Staaten zuständig, wies ein Mitglied der russischen Delegation darauf hin, dass es keine solche Übereinkunft gegeben habe, was dieser bestätigte.

## Verstöße

### Seitens der NATO und derer Mitglieder
1999 im Kosovokrieg, aber auch im Irakkrieg 2003 verstießen NATO-Staaten gegen die in der Grundakte festgelegte Verpflichtung zum Verzicht auf Gewaltanwendung sowie zur Achtung der territorialen Integrität anderer Staaten.
Was den Kosovo betrifft, hatte Russland allerdings zuvor im Sicherheitsrat mit seinem Vetorecht UN-Maßnahmen gegen Serbien und dessen Militär verhindert, das für Verstöße gegen Menschenrechte verantwortlich war.
Die US-amerikanische Invasion in den Irak war Teil des sogenannten „Kriegs gegen den Terror“, der als Reaktion auf die Terroranschläge am 11. September 2001 in den USA ausgerufen wurde. Die US-Regierung bezichtigte den irakischen Diktator Saddam Hussein der Unterstützung für al-Qaida, die für die Terroranschläge verantwortlich war. Im Irak beteiligten sich allerdings nur einzelne Mitglieder der NATO, nicht die NATO als Ganzes (siehe Koalition der Willigen).

### Seitens Russlands
Bei der Missachtung der territorialen Souveränität im Georgienkrieg, später 2014 mit der völkerrechtswidrigen Annexion der Krim durch Russland und 2022 mit dem russischen Überfall auf die Ukraine verstieß Russland gegen das in der Grundakte garantierte Recht aller Staaten auf territoriale Unversehrtheit.
Bei der Annexion der Krim erwartete die ukrainische Führung fast von Anfang an auch militärische Hilfe in Form von Präzisionswaffen. Nachdem der ukrainische Präsident Petro Poroschenko vage von bilateralen Vereinbarungen einzelner NATO-Mitglieder bezüglich Waffenlieferungen sprach, kritisierte der russische Außenpolitiker Alexei Puschkow bereits diese vage Vereinbarung als einen „möglichen Verstoß“ gegen die Grundakte.
Andere Stimmen betrachten die Grundakte nur als eine Absichtserklärung und erkennen das Recht der Ukraine auf Selbstverteidigung als mit den Grundsätzen übereinstimmende Regelungen im Völkerrecht an.
Infolge des russischen Kriegs in der Ukraine forderten Polen und die Staaten Estland, Lettland und Litauen seit 2014 eine größere und vor allem dauerhafte Präsenz von NATO-Truppen in ihren Staaten. Diese Forderung berührte die 1997 verfasste Grundakte insoweit, als es dort heißt, dass das NATO-Bündnis „in dem gegenwärtigen und vorhersehbaren Sicherheitsumfeld seine kollektive Verteidigung und andere Aufgaben eher dadurch wahrnimmt, daß es die erforderliche Interoperabilität, Integration und Fähigkeit zur Verstärkung gewährleistet, als daß es zusätzlich substantielle Kampftruppen dauerhaft stationiert“. Deutschland, um einen Ausgleich in der Krise in der Ostukraine bemüht, drängte beim NATO-Gipfel in Wales 2014 in Newport auf die Feststellung, dass die vereinbarten Maßnahmen in der Ostukraine im Einklang mit der Grundakte stehen. Im September 2014 bekräftigte die deutsche Bundeskanzlerin Angela Merkel, dass das Abkommen zur Sicherheitsarchitektur Europas gehöre, die man respektiere. Am 26. Juni 2023 wurde bekanntgegeben, infolge der russischen Invasion, dass 4000 Bundeswehrsoldaten schrittweise nach Litauen verlegt werden sollen, um die NATO-Ostflanke zu sichern. Seit 2017 sind dort schon Soldaten stationiert.